# Oberkappel
Oberkappel è un comune austriaco di 746 abitanti nel distretto di Rohrbach, in Alta Austria; ha lo status di comune mercato (Marktgemeinde).

## Stemma
Lo stemma comunale, a bande verticali rosse e bianche e con al centro un cerchio in cui i colori delle bande sono invertiti rispetto al campo dello scudo, è molto simile alla bandiera della Groenlandia e allo stemma del comune italiano di Dobbiaco.